# ند ایزنبرگ
ند ایزنبرگ (به انگلیسی: Ned Eisenberg) (زاده ۱۳ ژانویهٔ ۱۹۵۷) بازیگر آمریکایی است.
از فیلم‌های معروف او می‌توان به بازی در هواپیمایی آمریکا و عقب‌نشینی نمی‌کنم اشاره کرد.